# Jacob Joseph Huyttens Kerremans
Jacob Joseph Huyttens Kerremans, geboren als Jacob Joseph Huyttens (Gent, 8 maart 1779 - Gent, 29 augustus 1836) was een Gents textielondernemer en Zuid-Nederlands politicus.
Jacob Joseph Huyttens was een zoon van Jean Leonard Huyttens en Carolina Theresia Jacqueline Jacobson. Hij trouwde in mei 1805 met Thérèse Norbertine Jeanne Kerremans, met wie hij een zoon kreeg. Hij was textielhandelaar en -fabrikant te Gent, en maakte in augustus 1815 deel uit van de Vergadering van Notabelen van het Scheldedepartement dat de grondwet van het nieuwe Verenigd Koninkrijk der Nederlanden moest goedkeuren. Als textielondernemer zette hij zich in voor de modernisering en mechanisering van de textielnijverheid, als oprichter van Le Phoenix.
Vervolgens was hij zo'n 15 jaar (1815-1830) namens Oost-Vlaanderen lid van de Tweede Kamer der Staten-Generaal. Daar stelde hij zich regeringsgezind op, en was hij regelmatig voorzitter van een van de afdelingen van de Kamer. Echter, in 1821 keerde hij zich tegen de Stelselwet, en de behandeling van dit wetsvoorstel was de enige keer dat hij het woord voerde.